# Ricinocarpos stylosus
Ricinocarpos stylosus är en törelväxtart som beskrevs av Friedrich Ludwig Diels. Ricinocarpos stylosus ingår i släktet Ricinocarpos och familjen törelväxter. Inga underarter finns listade i Catalogue of Life.